# Концерт для фортепіано з оркестром № 1 (Шопен)
Концерт для фортепіано з оркестром № 1 мі мінор, op. 11 Фридерика Шопена написаний у 1830 році. Перше представлення відбулося 11 жовтня 1830 у Варшаві у виконанні автора, 1832 року відбулася прем'єра цього твору в Парижі.
Цей твір став першим опублікованим фортепіанним концертом композитора, тому і отримав перший номер, однак фактично він був завершений незабаром після завершення Концерту фа мінор, відомого тепер під другим номером. На думку ряду дослідників, концерт мі мінор є зрілішим, ніж хронологічно перший фа мінорний.

## Структура
Концерт написано в трьох частинах:
1. Allegro maestoso
2. Romance — Larghetto
3. Rondo — Vivace